# Pisa Sporting Club 1966-1967
Questa pagina raccoglie le informazioni riguardanti il Pisa Sporting Club nelle competizioni ufficiali della stagione 1966-1967.

## Rosa
| N. |                   | Ruolo | Calciatore          |
| -- | ----------------- | ----- | ------------------- |
|    | Italia (bandiera) | C     | Fabrizio Barontini  |
|    | Italia (bandiera) | A     | Ariedo Braida       |
|    | Italia (bandiera) | P     | Ademaro Breviglieri |
|    | Italia (bandiera) | A     | Luciano Ceccatelli  |
|    | Italia (bandiera) | A     | Adelio Colombo      |
|    | Italia (bandiera) | P     | Giovanni De Min     |
|    | Italia (bandiera) | D     | Luciano Federici    |
|    | Italia (bandiera) | C     | Pier Luigi Galli    |
|    | Italia (bandiera) | D     | Roberto Gasparroni  |
|    | Italia (bandiera) | D     | Piero Gonfiantini   |
|    | Italia (bandiera) | C     | Claudio Guglielmoni |

| N. |                   | Ruolo | Calciatore           |
| -- | ----------------- | ----- | -------------------- |
|    | Italia (bandiera) | A     | Santino Maestri      |
|    | Italia (bandiera) | C     | Pierpaolo Manservisi |
|    | Italia (bandiera) | C     | Emiliano Mascetti    |
|    | Italia (bandiera) | C     | Nello Menciassi      |
|    | Italia (bandiera) | D     | Carlo Ripari         |
|    | Italia (bandiera) | D     | Bruno Romanini       |
|    | Italia (bandiera) | C     | Giorgio Rumignani    |
|    | Italia (bandiera) | A     | Nerio Ulivieri       |
|    | Italia (bandiera) | D     | Paolo Vaini          |
|    | Italia (bandiera) | C     | Andreej Zuczkowski   |

## Risultati

### Campionato

#### Girone di andata
| 11 settembre 1966 1ª giornata | Pisa | 0 – 0 | Alessandria |  |

| 18 settembre 1966 2ª giornata | Sampdoria | 0 – 0 | Pisa |  |

| 25 settembre 1966 3ª giornata | Pisa | 1 – 0 | Savona |  |

| 2 ottobre 4ª giornata | Livorno | 2 – 0 | Pisa |  |

| 9 ottobre 1966 5ª giornata | Pisa | 0 – 0 | Salernitana |  |

| 2 novembre 1966 6ª giornata | Pisa | 0 – 0 | Messina |  |

| 23 ottobre 1966 7ª giornata | Potenza | 0 – 0 | Pisa |  |

| 30 ottobre 1966 8ª giornata | Palermo | 0 – 0 | Pisa |  |

| 6 novembre 1966 9ª giornata | Pisa | 2 – 0 | Arezzo |  |

| 13 novembre 1966 10ª giornata | Novara | 0 – 0 | Pisa |  |

| 20 novembre 1966 11ª giornata | Pisa | 0 – 1 | Reggiana |  |

| 27 novembre 1966 12ª giornata | Padova | 1 – 1 | Pisa |  |

| 11 dicembre 1966 13ª giornata | Pisa | 1 – 0 | Genoa |  |

| 18 dicembre 1966 14ª giornata | Modena | 2 – 2 | Pisa |  |

| 24 dicembre 1966 15ª giornata | Pisa | 2 – 0 | Catania |  |

| 31 dicembre 1966 16ª giornata | Pisa | 0 – 1 | Varese |  |

| 8 gennaio 1967 17ª giornata | Catanzaro | 1 – 0 | Pisa |  |

| 15 gennaio 1967 18ª giornata | Verona | 1 – 0 | Pisa |  |

| 22 gennaio 1967 19ª giornata | Pisa | 0 – 0 | Reggina |  |

#### Girone di ritorno
| 5 febbraio 1967 20ª giornata | Alessandria | 1 – 0 | Pisa |  |

| 12 febbraio 1967 21ª giornata | Pisa | 2 – 3 | Sampdoria |  |

| 19 febbraio 1967 22ª giornata | Savona | 4 – 1 | Pisa |  |

| 26 febbraio 1967 23ª giornata | Pisa | 1 – 0 | Livorno |  |

| 5 marzo 1967 24ª giornata | Salernitana | 1 – 0 | Pisa |  |

| 12 marzo 1967 25ª giornata | Messina | 1 – 1 | Pisa |  |

| 19 marzo 1967 26ª giornata | Pisa | 1 – 1 | Potenza |  |

| 26 marzo 1967 27ª giornata | Pisa | 0 – 0 | Palermo |  |

| 9 aprile 1967 28ª giornata | Arezzo | 1 – 0 | Pisa |  |

| 16 aprile 1967 29ª giornata | Pisa | 1 – 0 | Novara |  |

| 23 aprile 1967 30ª giornata | Reggiana | 0 – 0 | Pisa |  |

| 30 aprile 1967 31ª giornata | Pisa | 1 – 0 | Padova |  |

| 7 maggio 1967 32ª giornata | Genoa | 3 – 0 | Pisa |  |

| 14 maggio 1967 33ª giornata | Pisa | 1 – 0 | Modena |  |

| 21 maggio 1967 34ª giornata | Catania | 2 – 0 | Pisa |  |

| 28 maggio 1967 35ª giornata | Varese | 0 – 0 | Pisa |  |

| 4 giugno 1967 36ª giornata | Pisa | 5 – 1 | Catanzaro |  |

| 11 giugno 1967 37ª giornata | Pisa | 2 – 1 | Verona |  |

| 18 giugno 1967 38ª giornata | Reggina | 2 – 2 | Pisa |  |

## Statistiche

### Statistiche di squadra
| Competizione | Punti | In casa | In casa | In casa | In casa | In casa | In casa | In trasferta | In trasferta | In trasferta | In trasferta | In trasferta | In trasferta | Totale | Totale | Totale | Totale | Totale | Totale | DR |
| Competizione | Punti | G       | V       | N       | P       | Gf      | Gs      | G            | V            | N            | P            | Gf           | Gs           | G      | V      | N      | P      | Gf     | Gs     | DR |
| ------------ | ----- | ------- | ------- | ------- | ------- | ------- | ------- | ------------ | ------------ | ------------ | ------------ | ------------ | ------------ | ------ | ------ | ------ | ------ | ------ | ------ | -- |
| Serie B      | 36    | 19      | 10      | 6       | 3       | 20      | 8       | 19           | 0            | 10           | 9            | 7            | 22           | 38     | 10     | 16     | 12     | 27     | 30     | -3 |
| Coppa Italia |       | 1       | 0       | 0       | 1       | 0       | 3       | -            | -            | -            | -            | -            | -            | 1      | 0      | 0      | 1      | 0      | 3      | -3 |
| Totale       |       | 20      | 10      | 6       | 4       | 20      | 11      | 19           | 0            | 10           | 9            | 7            | 22           | 39     | 10     | 16     | 13     | 27     | 33     | -6 |

### Statistiche dei giocatori
| Giocatore      | Serie B  | Serie B | Coppa Italia | Coppa Italia | Totale   | Totale |
| Giocatore      | Presenze | Reti    | Presenze     | Reti         | Presenze | Reti   |
| -------------- | -------- | ------- | ------------ | ------------ | -------- | ------ |
| F. Barontini   | 19       | 3       | ?            | ?            | 19+      | 3+     |
| A. Braida      | 13       | 5       | ?            | ?            | 13+      | 5+     |
| A. Breviglieri | 7        | -6      | ?            | ?            | 7+       | -6+    |
| L. Ceccatelli  | 3        | 1       | ?            | ?            | 3+       | 1+     |
| A. Colombo     | 26       | 2       | ?            | ?            | 26+      | 2+     |
| G. De Min      | 31       | -24     | ?            | ?            | 31+      | -24+   |
| L. Federici    | 3        | 0       | ?            | ?            | 3+       | 0+     |
| P. Galli       | 29       | 5       | ?            | ?            | 29+      | 5+     |
| R. Gasparroni  | 38       | 0       | ?            | ?            | 38+      | 0+     |
| P. Gonfiantini | 37       | 0       | ?            | ?            | 37+      | 0+     |
| C. Guglielmoni | 24       | 1       | ?            | ?            | 24+      | 1+     |
| S. Maestri     | 29       | 2       | ?            | ?            | 29+      | 2+     |
| P. Manservisi  | 23       | 3       | ?            | ?            | 23+      | 3+     |
| E. Mascetti    | 24       | 3       | ?            | ?            | 24+      | 3+     |
| N. Menciassi   | 4        | 0       | ?            | ?            | 4+       | 0+     |
| C. Ripari      | 37       | 0       | ?            | ?            | 37+      | 0+     |
| B. Romanini    | 3        | 0       | ?            | ?            | 3+       | 0+     |
| G. Rumignani   | 36       | 0       | ?            | ?            | 36+      | 0+     |
| N. Ulivieri    | 2        | 0       | ?            | ?            | 2+       | 0+     |
| P. Vaini       | 28       | 0       | ?            | ?            | 28+      | 0+     |
| A. Zuczkowski  | 2        | 0       | ?            | ?            | 2+       | 0+     |